# Schloss Siesikai

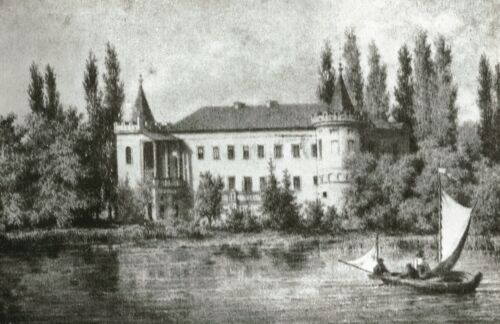
Schloss im 19. Jh.

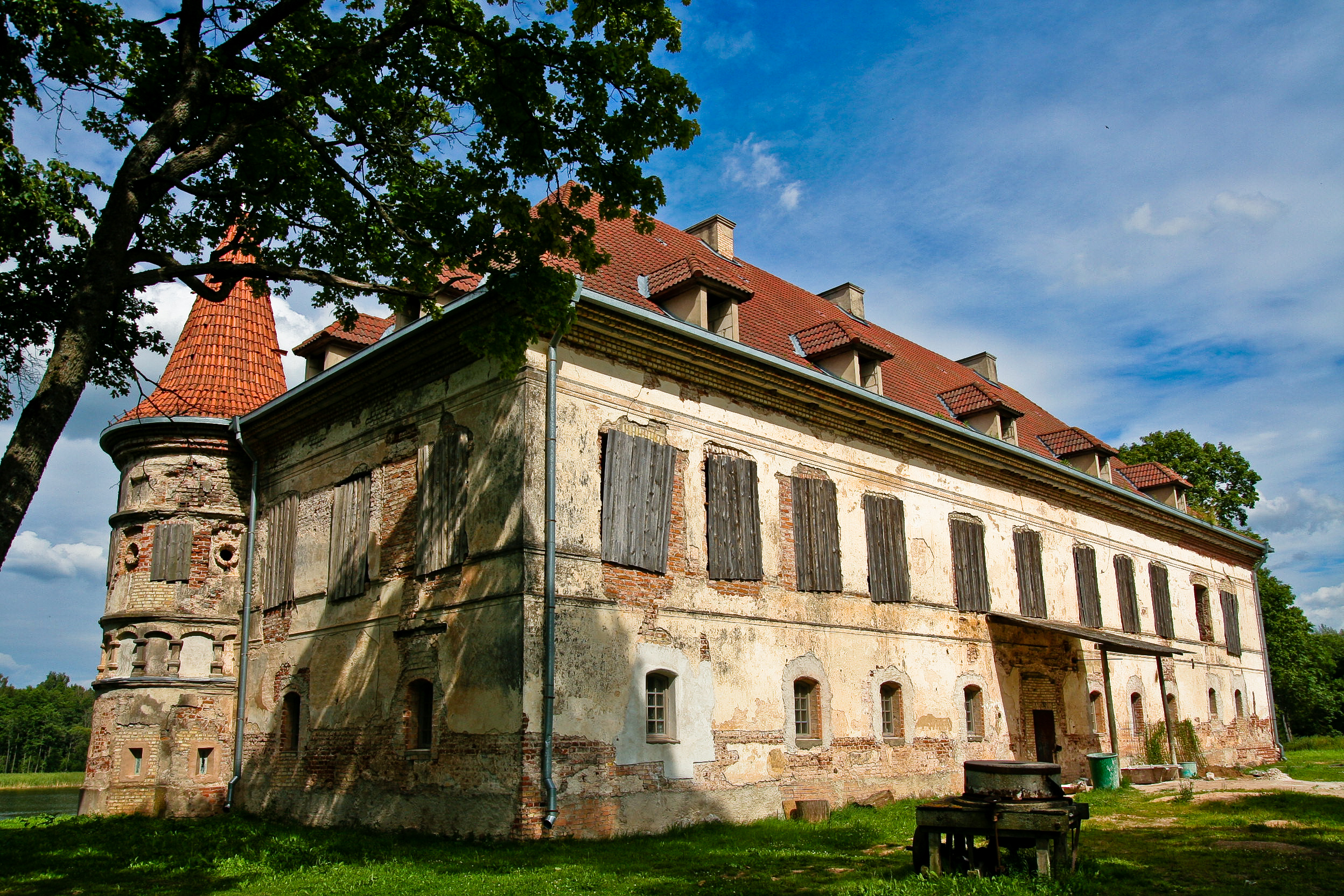
Schloss von der südlichen Seite

Siesikų pilis ist ein Schloss in Litauen, unweit von Siesikai am Siesikai See, sog. Daumantai-Siesickiai-Hof. Der Hofsiedlung besteht aus 6 Gebäuden (Schloss, „Akademie“ (Schule) etc.,) und Park. Gebaut von Gabrielius Daumantas-Siesickis († 1517).